# Kamienna cisza
Kamienna cisza – polski film dokumentalny w reżyserii Krzysztofa Kopczyńskiego z 2007.
W maju 2005 producent Krzysztof Kopczyński przebywał w Afganistanie na dokumentacji do filmu "Latawce" Beaty Dzianowicz. Dowiedział się tam z notatki BBC, że kilka dni wcześniej ukamienowano kobietę w małej wiosce Spingul nieopodal Fajzabadu. Kopczyński postanowił wyruszyć tam z kamerą.
Ekipa dokumentalistów dotarła do Spingulu tydzień po fatalnym wydarzeniu. Część mieszkańców wioski była zamknięta w więzieniu w Urgu, reszta, podejrzliwa wobec przybyszów czekała z niepokojem na rozwój wypadków. Kopczyńskiemu udało się doprowadzić do rozmowy z rodzicami zabitej Aminy i jej domniemanego kochanka Karima. Matka zabitej nie tylko nie potępia zbrodni, ale jej przyklaskuje. Wielokrotnie powtarza, że sama zabiłaby dziewczynę, gdyby nie zrobili tego inni. Inni mówią, że Amina nie została ukamienowana, tylko zmarła na serce, a matka Karima twierdzi, że została powieszona.
Kopczyński wrócił do Spingulu rok później. Rodzina Karima skazana na ostracyzm, próbuje znaleźć dla siebie miejsce do życia. Rodzina Aminy żyje spokojnie w rodzinnej wiosce. Warunki ich życia bardzo się poprawiły. Siostra Aminy chodzi do szkoły, gdzie uczy się na pamięć sur Koranu.